# Barichneumon scopanator
Barichneumon scopanator är en stekelart som beskrevs av Tereshkin 2004. Barichneumon scopanator ingår i släktet Barichneumon och familjen brokparasitsteklar. Inga underarter finns listade.